# Унијски канал
Унијски канал је морски канал који одваја острво Уније и острва Веле и Мале Сракане од острва Лошињ. Широк је од 4 до 6 километара, а пружа се у правцу север-југ.
Приближна северна граница Унијског канала је правац рт Локуњи на Унију и рт Осор на Лошињу. Јужна граница је линија која повезује рт Шило на Малим Сраканама и рт Курила на Лошињу.
Испловивши из овог канала на југу, може се пловити даље према острву Сусак, које је удаљено 5 километара. На западу се кроз пролазе Жапал и Жаплић може испловити на отворено море. Пловећи према северу, долази се до полуострваИстра.